# Doktor Martin: Záhada v Beskydech
Doktor Martin: Záhada v Beskydech je komediální a kriminální film České televize ve spolupráci s RTVS. Jde o volné pokračování seriálu Doktor Martin, na nějž pak volně navazuje seriál Strážmistr Topinka.

## Obsazení

### Postavy společné se seriályDoktor MartinčiStrážmistr Topinka
| Miroslav Donutil     | doc. MUDr. Martin Elinger – praktický lékař                                                    |
| Jitka Čvančarová     | Lída Klasnová – učitelka ZŠ, později ředitelka                                                 |
| Jana Štěpánková      | Marie Loukotová – teta Martina Elingera                                                        |
| Rudolf Válek         | Ondřej Elinger – malý syn Lídy a Martina                                                       |
| Gabriela Mihalčínová | Irena Bezáková, DiS. – zdravotní sestra                                                        |
| Robert Mikluš        | strážmistr Tomáš Topinka – policista                                                           |
| Norbert Lichý        | Antonín Brázda – instalatér, později majitel restaurace U Brázdů                               |
| Viera Pavlíková      | paní Malá                                                                                      |
| Tomáš Jeřábek        | Radek Horák – správce CHKO                                                                     |
| Jiří Bartoška        | mjr. Jan Hrubý – policista z Ostravy                                                           |
| Miloš Vávra          | Prušek – starosta Protějova                                                                    |
| Marek Geišberg       | strážmistr Ľubomír Ostrý – slovenský policista z Brehové                                       |
| Tomáš Hanák          | herec – představitel komisaře Majera z Topinkova oblíbeného seriálu Případy komisaře Majera    |
| Robert Nebřenský     | herec – představitel strážmistra Štrose z Topinkova oblíbeného seriálu Případy komisaře Majera |
| Marek Taclík         | kpt. František Weber – policista z Ostravy                                                     |
| Elizaveta Maximová   | por. Klára Volná – policistka z Ostravy, později knihovnice                                    |

### Postavy vyskytující se pouze ve filmu
| Denny Ratajský (minulost)                     | † kpt. Vítězslav Kučera roz. Nezmar – příslušník StB |
| Lucie Rybnikářová (minulost), Žofia Martišová | Anežka Kučerová – vdova po Vítězslavu Kučerovi       |
| Pavel Krátký                                  | syn Vítězslava a Anežky Kučerových                   |
| Zdeněk Dvořáček                               | syn Vítězslava a Anežky Kučerových                   |
| Miroslav Kníže (minulost)                     | † Attila – cirkusový trpaslík                        |

## Produkce
Scénář napsali Tomáš Končinský, Štefan Titka a režie se ujal Petr Zahrádka. Natáčení probíhalo od června do července 2018. Film šel do kin v ČR a SR 6. prosince 2018, televizní premiéra na ČT1 4. ledna 2019.

## Recenze
- Mirka Spáčilová, iDNES.cz [2]